# Brixidia nedleri
Brixidia nedleri är en insektsart som beskrevs av Synave 1980. Brixidia nedleri ingår i släktet Brixidia och familjen kilstritar. Inga underarter finns listade i Catalogue of Life.